# Angela Brown-Burke
Angela Rosemarie Brown-Burke là một chính trị gia người Jamaica thuộc Đảng Quốc gia Nhân dân.

## Sự nghiệp
Brown-Burke bắt đầu sự nghiệp chính trị của mình với tư cách là Ủy viên Hội đồng khu vực của Tập đoàn Kingston và Saint Andrew. Bà được bầu làm phó chủ tịch Đảng Nhân dân Quốc gia năm 2006 cùng với Fenton Ferguson, Derrick K Muff và Peter Phillips, đánh bại Sharon Hay-Webster, Louis Moyston và Kern Spencer. Bà chuyển từ chính trị địa phương sang chính trị quốc gia vào tháng 1 năm 2012 với việc được bổ nhiệm làm Phó Chủ tịch Thượng viện Jamaica sau khi Portia Simpson Miller lên nắm quyền trong cuộc tổng tuyển cử tháng 12 năm 2011. Sau chiến thắng của PNP trước Đảng Lao động Jamaica (JLP) trong cuộc bầu cử tháng 3 năm 2012, bà trở thành thị trưởng của Kingston.
Vào tháng năm 2013, Brown-Burke đã tweet, tố cáo All Angles của Truyền hình Jamaica và Direct của CVM TV cho lần lượt mời lãnh đạo JLP Andrew Holness và phát ngôn viên của phe đối lập về tài chính và kế hoạch Audley Shaw tư cách khách mời, mà không bao gồm các thành viên PNP để giữ thăng bằng. Bà đã bị chỉ trích vì sử dụng lời chửi thề băm nhỏ "What the F", và xin lỗi về ngôn ngữ của mình và xóa tweet trong khi bảo vệ quan điểm mà bà đã bày tỏ.

## Cuộc sống cá nhân
Brown-Burke kết hôn với Paul Burke, cựu Chủ tịch của Vùng Ba của PNP, người cũng từng ứng cử vào vị trí phó chủ tịch PNP năm 2004. Brown-Burke chuyển đến Hoa Kỳ vào năm 1986. Bà nhập tịch như một công dân Hoa Kỳ vào năm 1995, nhưng quyết định quay trở lại Jamaica hai năm sau đó. Bà từ bỏ quốc tịch Hoa Kỳ vào tháng 1 năm 2012 sau khi được bổ nhiệm vào Thượng viện và nhận được Giấy chứng nhận mất quốc tịch vào đầu tháng 2.